# FBK Olimpija Ljubljana 2011/12
Sezona 2011/12 FBK Olimpija Ljubljana je bila druga klubska sezona v Elitni floorball ligi, ob tem je klub igral še v Karavanškem pokalu. Domače tekme so igrali v Dvorani Franca Rozmana Staneta (danes Dvorana Edvarda Peperka).

## Postava
- Trener:  Tomo Stanovnik

### Vratarji
| #  | Nar       | Igralec     |
| 1  | Slovenija | Aleš Zorman |
| 24 | Slovenija | Erik Ekar   |

### Igralci
| #  | Nar       | Igralec          |
| 2  | Slovenija | Miha Benčina     |
| 4  | Slovenija | Miran Likar      |
| 6  | Slovenija | Sašo Bizjak      |
| 7  | Slovenija | Janez Jugovic    |
| 9  | Slovenija | Tilen Vehovec    |
| 13 | Slovenija | Blaž Lasič       |
| 14 | Slovenija | Blaž Srpan       |
| 15 | Slovenija | Blaž Šircelj     |
| 20 | Slovenija | Aleš Vrbančič    |
| 22 | Slovenija | Gregor Stržinar  |
| 23 | Slovenija | Klemen Lavrenčič |
| 27 | Slovenija | Aleš Molk        |
| 44 | Slovenija | Igor Bertoncelj  |
| 88 | Slovenija | Anže Lebinger    |
| 99 | Slovenija | Gregor Špelič    |